# 松尾新吾
松尾 新吾（まつお しんご、1938年5月19日 - ）は、日本の実業家。2007年6月から九州電力会長を務めた。九州経済連合会第7代会長、東京大学赤門学友会副会長、日本相撲連盟会長などを歴任し、現在は日本会議福岡会長を務める。
玄海原発、川内原発の再稼働については強硬に進めていて、やらせメール事件が発覚した当時の九電会長である。やらせメール事件の翌年になって九電会長を辞任し、相談役となったが、その際、原子力大国であるフランスからレジオン・ドヌール勲章が授与された。

## 生出および学歴等
長崎県 佐世保市の出身。
熊本県立熊本高等学校を卒業。1963年に東京大学法学部を卒業。
若い頃は、人付き合いが苦手だったそうで、新入社員時代は同僚たちに溶け込めるかすら不安に感じていた。
熊本高校同窓会（江原会）の副会長、福岡江原会の会長を務め、2010年に行われた熊本高校の創立110周年記念フォーラムでは「リーダーの資質」について講演した。
また、東京大学同窓会の赤門学友会の副会長、福岡銀杏会の会長も務める。
2019年11月3日発令の秋の叙勲で、旭日大綬章受章。

## 発言・業績等
- 従兄弟（いとこ）の息子である松尾博士と その妻の松尾美代子社長が経営する福岡市の建設会社キューコーに依頼されゼネコンに口利きをおこない、この建設会社が2005年から2010年度に玄海原発や川内原発などの九州電力が発注した工事において5億3000万円分の分担を受注していた。本人もこのことを認めている[10][11]。
- 2006年3月22日、「聖教新聞」創刊55周年祝賀パーティーが福岡市内で盛大に行われ、九州7県から来賓約800人が出席。その席で松尾は、「わが社の設立と同年に創刊した聖教新聞が、550万部に発展したのは、創価学会の平和・文化・教育運動に、多くの人々が共鳴している証左です。私も、人間を育てる明確な哲学に共感を覚えます」と語った[12]。
- 2006年12月13日、創価大学 経営学部で「天 行 鍵」というタイトルで講義を行った[13]。
- 2007年6月、プルサーマル問題で荒れる中、末席の取締役であった眞部利應を、上席の取締役14人を抜いて後任社長に昇格させるという異例の人事を行った。松尾は以前から「役員の任期や数を設定し直す。新しい考え方、体制でスタートする」と語っていた[14]。
- 2009年3月31日、九経連の理事会で松尾新吾は「道州制が導入されれば、その州都は歴史的、文化的、そして地理的に九州の中心という意味で、熊本市が最適」という持論を表明している[15]。
- 月刊『致知』2010年8月号のインタビューで、「穴は深く掘れ。直径は自ずから広がる」という言葉に出会い、これを自分なりに仕事と人脈に当てはめて解釈したと語った。また、日本の未来を謀るのに三つの物差しとして「行政改革」、「国防」、「教育」があり、しかし、どれも３０年前から変化がなく、特に教育は深刻であると語った[16]。
- 創価学会 聖教新聞社の「潮」2011年2月号にて、「今の日本社会に最も欠けているもの。それは人を育てる哲学」と九州電力の松尾新吾会長は論じていた。その現代にあって、創価学会には、池田大作名誉会長の「人を育てる哲学」が脈打っていることを高く評価していた[17]。
- 朝日新聞の取材に対し、東京電力福島第一原子力発電所の事故をきっかけに定期検査中の原発の運転再開が遅れていることについて「車検の済んだ車に乗るなというようなもの。エモーショナル（感情的）な側面がもたらした一種の風評被害」と述べた[18]。
- 2011年7月10日、自宅前に詰めた複数の記者に向けて、インターホン越しに取材に応じた際、「（九州電力は玄海原発が再稼働しないために）500億円くらいの赤字になっています。（玄海原発を）稼働するように、あなたたちも言ってくださいよ。本当にお願いします。車検が終わった車に乗ってもいいじゃないかとみんなで言ってくれれば、明日からでも動くのです。ぜひ、そういうふうに（世論）誘導してください」[19]。
- やらせメール問題が発覚し、海江田万里経済産業大臣が眞部利應社長の辞任を求めたが、「会社のことは取締役会で決める」と反発した。眞部社長は7月に行われた衆議院予算委員会で「自分に全責任はある」として辞意を表明し松尾会長に辞表を提出したが、後に撤回し続投を表明した [20]。
- やらせメール問題の中立的な調査のために設けた第三者委員会が、やらせメール問題に佐賀県が関わっていたとの報告を行ったにもかかわらず、これを九州電力の最終報告書に盛り込まなかった。この件に関し枝野幸男経済産業相から「理解不能だ」と批判された[21]。
- やらせメール問題に関し、役員報酬を3か月間全額返上する処分が課された[22]。この処分について「他の企業、産業の事例を見ても重い」とコメントしている。
- やらせメール問題をめぐる渦中の2011年10月16日に行われた日本会議福岡の会長就任記念大会において、「日本人が忘れかけている良識を、力を合わせて取り戻そう」と呼びかけたものの[23]、世論の風当たりが強くなり、それに追い打ちをかけたのが、東京電力の勝俣恒久会長、西沢俊夫社長の辞任発表であった。東電のトップ辞任の報道により追い込まれた形で、2012年3月31日付けで眞部利應社長と共に辞任し、取締役の付かない相談役に退くことが2011年12月26日に発表された。
- 2012年3月29日に原子力大国であるフランス共和国のニコラ・サルコジ大統領の決定により、レジオン・ドヌール勲章『シュヴァリエ』を受章した。授与者は在日フランス大使館の特命全権大使であるクリスチャン・マセ閣下であった[24]。
- 2012年9月24日、朝日新聞のインタビューで、民主党 野田政権が世論をふまえて「脱原発」を決めたことに対して「拙速」と批判し、日本が「経済発展してきたのは、原子力を根幹に据えてやってきたから」だとして原発のコスト面の優位性を強調した[25]。事故の賠償のコストには「本来は国が責任を持つ」べきだと述べ、九州電力で原発の比率は「7割8割にすべき」だという立場を述べた[25]。
- 九電寄付金の停滞について「原発が再稼働すれば何てことない」と発言。その後、発言を撤回した[26]。
- 2013年10月、中華民国建国102周年を記念する「国慶節」パーティーが福岡市内で開かれた。松尾新吾は九経連名誉会長として、「200億円を超える義援金を個人の裁量で出す心遣いなどから．台湾とは『ビジネス』だけではない深い繋がりを感じる。八田与一さんのような貢献者も『大事な存在』として大切に受け止めていただいている」と台湾に対する思いを述べた[27]。

## 職歴
- 1963年（昭和38年）4月 - 九州電力株式会社入社[5]
- 1981年（昭和56年） 7月 同社 企画室課長（要員計画担当）[5]
- 1982年（昭和57年） 7月 同社 企画室課長（経済調査担当）[5]
- 1983年（昭和58年） 7月 同社 社長室人事課長[5]
- 1984年（昭和59年） 7月 同社 人事部人事課長[5]
- 1987年（昭和62年） 7月 同社 北九州支店次長[5]
- 1989年（平成元年） 7月 同社 営業部次長[5]
- 1991年（平成 3年） 7月 同社 人事部次長[5]
- 1993年（平成 5年） 6月 同社 熊本支店長[5]
- 1994年（平成 6年） 7月 同社 理事 熊本支店長[5]
- 1995年（平成 7年） 6月 同社 理事 人事部長[5]
- 1996年（平成 8年） 6月 同社 理事 総務部長[5]
- 1997年（平成 9年） 6月 同社 取締役 総務部長[5]
- 1998年（平成10年）6月 - 同社　常務取締役[5]
- 2003年（平成15年）6月 - 九州電力　代表取締役社長[5]
- 2003年6月 日本原燃株式会社の取締役[28]
- 2004年6月 日本ラグビーフットボール協会の評議員[29]
- 2005年8月 福岡県国民保護協議会の委員[30]。
- 2007年3月 原子力発電環境整備機構の理事（非常勤）[31]
- 2007年5月 学校法人 筑紫女学園の理事[32]
- 2007年6月 電気事業連合会の副会長を退任[33]
- 2007年6月 電気事業分科会の委員[34]
- 2007年（平成19年）6月 - 九州電力　第9代代表取締役会長[5]
- 2007年7月 財団法人 九州システム情報技術研究所の理事[35]。
- 2008年1月 熊本をどり後援会の後援会会長[36]。
- 2008年4月 九州フランスパートナーズクラブの設立発起人代表[37]
- 2008年7月 第4代福岡フランス名誉領事を退任[38]
- 2008年9月 独立行政法人 新エネルギー・産業技術総合開発機構（NEDO）の役員[39]
- 2008年12月に解散した王貞治最高顧問の個人後援会「王友会」の会長[40]。
- 2009年2月 財団法人 大隈記念教育財団の理事[41]
- 2009年3月 公益財団法人 日本相撲連盟の会長[42]
- 2009年5月 九州経済連合会の第7代会長[15]
- 2009年10月 - 2012年6月 日本郵政株式会社 取締役（社外）[43]
- 2009年12月 非営利法人 データベースシステム NOPODASの理事長[44]
- 2009年 - 2011年 FUKUOKAみらいフェスタの実行委員会の顧問[45]
- 2010年1月 熊本元気塾の講師[46]
- 2010年3月 西日本政経懇話会の会長[47]
- 2010年3月 ハウステンボス株式会社の顧問[48]
- 2010年4月 公益財団法人 九州大学学術研究都市推進機構の会長[49]
- 2010年6月 コカ・コーラウエスト株式会社の経営諮問委員会委員[50]
- 2010年7月 ベイサイドプレイス博多協力会の会長[51]
- 2010年10月 九州地域戦略会議の議長[52]
- 2010年10月 熊本県立熊本高校同窓会（江原会）の副会長[7]
- 2010年11月 東京大学 赤門学友会の副会長[53]
- 2011年1月 財団法人 国際東アジア研究センターの理事[54]
- 2011年2月 小川洋の支援組織「福岡の未来をつくる会」の会長[55]
- 2011年7月 福岡地域戦略推進協議会の会長[56]
- 2011年10月 日本会議福岡の会長[57]
- 2011年12月 アビスパ福岡後援会の名誉顧問[58]
- 2012年（平成24年）3月 - 九州電力　代表取締役会長辞任[1]し、相談役に退く[59]
- 2012年3月 九州農業成長産業化連携協議会の副会長[60]
- 2012年5月 国連ハビタット福岡本部協力委員会の会長[61]
- 2012年6月 日本武道館の理事[62]
- 2012年7月 一般財団法人 九州電気保安協会の評議員[63]
- 2012年7月 株式会社ホテルオークラ福岡の取締役[64]
- 2012年9月 一般社団法人 九州ニュービジネス協議会（九州NBC）の顧問[65]
- 2012年10月 映画『母しゃんの子守唄（仮題）』を支援する会の顧問[66]
- 2012年12月 特攻勇士之像建立委員会の名誉会長[67]
- 2012年12月 歴史問題正常化全国協議会の顧問[68]
- 2013年1月 東九州軸推進機構の会長[69]
- 2013年2月 山本幸三を財務大臣にする会の会長[70]
- 2013年3月 九州成長戦略アクションプラン推進協議会の会長[71]
- 2013年3月 国際リニアコライダー（ＩＬＣ）アジア－九州推進会議の代表[72]
- 2013年4月 福岡証券取引所活性化推進協議会の会長[73]
- 2013年6月 財界九州社友会 生涯青春ゴルフ会の会長[74]
- 2013年6月 株式会社九電工の監査役を退任[75]
- 2013年6月 特定非営利活動法人 子どもの村 福岡の後援会会長[76]
- 2013年6月 特定非営利活動法人 ジャパン・リターン・プログラム（JRP）の会長[77]
- 2013年8月 公益財団法人 阿蘇グリーンストックの阿蘇草原再生千年委員会の委員[78]
- 2013年10月 麻生飯塚ゴルフ倶楽部の理事[79]
- 2013年11月 日本ハビタット協会の理事[80]
- 2013年12月 林業復活・森林再生を推進する国民会議の共同代表[81]
- 2013年12月 スペシャルオリンピックス日本・福岡の理事長[82]
- 2014年2月 WE Project「女性の大活躍推進福岡県会議」の共同代表[83]
- 2014年4月 公益財団法人 佐賀国際重粒子線がん治療財団の顧問[84]
- 2014年4月 東京大学校友会 福岡銀杏会の会長[85]
- 2014年5月 公益社団法人 ゴルフ緑化促進会（GGG）の名誉会員[86]
- 2014年6月 福岡県文化団体連合会の顧問（第2代会長）[87]
- 2014年6月 ANAホールディングス株式会社の社外監査役[88]
- 2014年7月 公益財団法人 オイスカ（OISCA）の理事[89]
- 2014年7月 高校生のための日本の次世代リーダー養成塾の理事（講師）[90]
- 2014年7月 ふくおかハウス建設募金委員会の委員[91]
- 2014年7月 九州賢人会議所の会長[92]
- 2014年7月 福岡・マレーシア友好協会の顧問[93]
- 2014年9月 集団力学研究所の顧問[94]
- 2014年9月 美しい日本の憲法をつくる国民の会の代表発起人[95]
- 2014年9月 日本ハビタット協会の理事[96]
- 2014年10月 一般社団法人 九州経済連合会の理事[97]
- 九州大学 先端医療イノベーションセンターの顧問[98]
- 九州大学百周年記念事業推進会の会長[99]
- 福岡日豪協会の会長[100]
- パサージュ琴海 アイランドゴルフクラブの理事[101]
- 一般財団法人 九州先端医療振興財団の理事長[102]
- 熊本県立熊本高校の福岡江原会の会長[103]
- 公益財団法人 肥後奨学会 有斐学舎の評議員[104]
- 福岡女子大学 国際化推進基金の賛同者[105]
- 一般財団法人 西日本文化協会の顧問[106]
- 谷井ひろみ後援会の支援者[107]

## 参照
1. 1 2  臨時報告書（代表取締役の異動）  平成24年1月16日 九州電力
2. 1 2  松尾新吾　九州電力【元社長データ】、企業家人物事典、2007年4月10日
3. ↑  九州電力　松尾新吾 略歴
4. ↑  “役員紹介”.   日本会議福岡. 2024年1月18日閲覧。
5. 1 2 3 4 5 6 7 8 9 10 11 12 13 14 15 16 17  履歴書 平成24年1月12日 九州電力
6. ↑  「穴は深く掘れ。直径は自ずから広がる」、エステート・リード パラダイム、2010年7月29日
7. 1 2  立志篤行110 年 - 創立110周年祝賀大会、熊本県立熊本高校同窓会、2010年10月30日
8. ↑  『官報』号外第151号、令和元年11月5日
9. ↑  “秋の叙勲、柄本明さんら4113人 伊達忠一氏に桐花大綬章”.   日本経済新聞 (2019年11月3日). 2023年1月20日閲覧。
10. ↑  九電会長の親族企業、九電から５億円受注、朝日新聞、2011年9月27日
11. ↑  九電会長のご威光　親族会社（株）キューコー（１）、ネットアイビーニュース、2011年10月11日
12. ↑  信濃町探偵団――創価学会最新動向（2006/4/15）、フォーラム21、2006年4月15日
13. ↑  過去に講義されたトップの方々の一覧、創価大学 経営学部、2006年12月13日
14. ↑  眞部新体制の発進（九電の光と影）、ネットアイビーニュース、2007年7月2日
15. 1 2  「九経連会長に松尾・九電会長・・」・・３１日の理事会で内定、くまもと経済、2009年3月31日
16. ↑  リーダーの思いが経営を決める 、致知出版社、2010年8月
17. ↑  名字の言、SEIKYO online、2011年1月31日
18. ↑  原発の再開遅れを「風評被害」と発言　九電会長、朝日新聞社、2011年6月30日
19. ↑  松尾新吾九州電力会長　「ぜひ、そういうふうに誘導してください。」、週プレNEWS、2011年7月19日
20. ↑  経産相批判にも強気＝第三者委「終わったこと」―九電、朝日新聞、2011年10月14日
21. ↑  経産相、九電会長と社長批判　「理解不能」、朝日新聞、2011年10月16日
22. ↑  九州電力やらせ、関係した役員を処分、レスポンス、2011年10月17日
23. ↑  日本に良識取り戻そう　日本会議福岡、松尾会長就任記念大会開催、MSN、2011年10月17日
24. ↑  代表取締役会長 松尾新吾「レジオン・ドヌール勲章シュヴァリエ」受章について」、九州電力、2012年3月29日
25. 1 2  「脱原発の民意多数と思わぬ　原発比率７割８割に　松尾九経連会長インタビュー」、朝日新聞朝刊6ページ、2012年9月25日
26. ↑  九電相談役:「再稼働すれば何てことない」発言に尾を引く九不信　佐賀県議会「体質変わらぬ」 2013年06月23日 毎日新聞
27. ↑  中華民国建国１０２周年を記念する「国慶節」パーティ、福岡で開催、台湾新聞 BLOG、2013年10月16日
28. ↑  役員人事について、日本原燃株式会社、2003年6月30日
29. ↑  ニュース、日本ラグビーフットボール協会、2004年6月5日
30. ↑  委員名簿、福岡県国民保護協議会、2005年8月2日
31. ↑  事業報告書｜2006年度、原子力発電環境整備機構、2007年3月31日
32. ↑  事 業 報 告 書、筑紫女学園、2007年5月1日
33. ↑  勝俣電事連会長 定例会見要旨、電気事業連合会、2007年6月15日
34. ↑  委員名簿、電気事業分科会、2007年6月19日
35. ↑  役員名簿、九州システム情報技術研究所、2007年7月1日
36. ↑  松尾新吾九州電力会長を後援会会長に発足 熊本をどり後援会 熊本の伝統芸能復興に、くまもと経済、2008年1月15日
37. ↑  九州フランスパートナーズクラブ設立、福岡商工会議所、2008年4月24日
38. ↑  名誉領事に眞部九州電力社長、福岡経済、2008年7月12日
39. ↑  平成18年度、新エネルギー・産業技術総合開発機構、2008年9月11日
40. ↑  王最高顧問の個人後援会「王友会」が解散、福岡ソフトバンクホークス、2008年12月9日
41. ↑  早稲田佐賀学園（仮称）、九州電力、2009年2月2日
42. ↑  日本相撲連盟の新会長に松尾新吾氏、スポニチ Sponichi Annex、2009年3月18日
43. ↑  九電・松尾会長が日本郵政取締役に、ネットアイビーニュース、2009年10月28日
44. ↑  基本情報、九配記念育英会、2009年12月1日
45. ↑  実行委員会、FUKUOKAみらいフェスタ、2009 - 2011年
46. ↑  第3回「熊本元気塾」のご案内、 熊本市流通情報会館、2010年1月21日
47. ↑  政懇４０周年記念の集い　「参院選負ければ政界再編」　民主党・渡部氏が危機感、47news、2010年3月16日
48. ↑  更生計画変更計画の認可決定および新役員等の就任について、ハウステンボス株式会社、2010年3月26日
49. ↑  財団概要、九州大学学術研究都市推進機構、2010年4月1日
50. ↑  会社概要 取締役・監査役・経営諮問委員会委員、コカ・コーラウエスト、2010年6月30日
51. ↑  pdf 設立について、九電工、2010年7月8日
52. ↑  九州地域戦略会議、九州地方知事会、2010年10月
53. ↑  役員一覧、赤門学友会、2010年11月1日
54. ↑  北九州市、国際東アジア研究センター、2011年1月27日
55. ↑  人それぞれ、ビジネス人生の結末は（31）～県民不在の知事選び、麻生渡知事の妄執（下）、ネットアイビーニュース、2011年2月11日
56. ↑  平成23年度 官民連携主体による地域づくり推進事業の選定結果について、国土交通省、2011年7月6日
57. ↑  役員の紹介、日本会議福岡、2011年10月16日
58. ↑  平成23年度 役員名簿、アビスパ福岡後援会blog、2011年12月20日
59. ↑  代表取締役の人事について 平成24年1月12日 九州電力
60. ↑  役員、九州農業成長産業化連携協議会、2012年3月26日
61. ↑  国連ハビタット事務局長ジョアン・クロス、福岡本部の支援に関する第4期覚書に調印  お知らせ - ニュース  UN-HABITAT 国際連合人間居住計画（ハビタット）福岡本部（アジア太平洋担当）、国連ハビタット福岡本部協力委員会、2012年5月30日
62. ↑  役員名簿、日本武道館、2012年6月29日
63. ↑  定款、九州電気保安協会、2012年7月4日
64. ↑  新常務に高柳健二オークラ東京取締役が就任、ふくおか経済、2012年7月10日
65. ↑  役員名簿、九州ニュービジネス協議会、2012年9月12日
66. ↑  発起人、映画『母しゃんの子守唄（仮題）』を支援する会、2012年10月31日
67. ↑  特攻像建立報告、特攻勇士之像建立委員会、2012年12月8日
68. ↑  組織、歴史問題正常化全国協議会、2012年12月10日
69. ↑  概要 ‐ 宮崎県、東九州軸推進機構、2013年1月8日
70. ↑  森田実の言わねばならぬ、森田実の言わねばならぬ、2013年2月27日
71. ↑  名簿、九州成長戦略アクションプラン推進協議会、2013年3月12日
72. ↑  「ＩＬＣを九州に」　推進会議　国会議員にアピール　福岡、国際リニアコライダー計画、2013年3月28日
73. ↑  第4回「企業交流会」開催のご報告、福岡証券取引所、2013年4月30日
74. ↑  第77回生涯青春ゴルフ会、財界九州社友会、2013年6月18日
75. ↑  九電工、異動ニュース、2013年6月26日
76. ↑  協力企業・団体、子どもの村 福岡、2013年6月30日
77. ↑  役員一覧、ジャパン・リターン・プログラム、2013年6月現在
78. ↑  ステージⅡの委員構成、公益財団法人 阿蘇グリーンストック、2013年8月21日
79. ↑  麻生飯塚ゴルフ倶楽部 役員・関係者、日本ゴルフ協会、2013年10月
80. ↑  役員抜粋、日本ハビタット協会、2013年11月2日
81. ↑  ご出席者登録簿、日本プロジェクト産業協議会、2013年12月17日
82. ↑  スペシャルオリンピックス2014福岡 記者発表、スペシャルオリンピックス日本・福岡、2013年12月29日
83. ↑  「第4回企画委員会」2月13日に開催しました。、WE Project、2014年2月13日
84. ↑  財団概要、佐賀国際重粒子線がん治療財団、2014年4月1日
85. ↑  東京大学校友会役員・幹事一覧、東京大学校友会、2014年4月1日
86. ↑  役員・会員、ゴルフ緑化促進会、2014年5月21日
87. ↑  役員／常任理事名簿、福岡県文化団体連合会、2014年6月13日
88. ↑  役員一覧、ANAホールディングス、2014年6月23日
89. ↑  役員名簿、公益財団法人 オイスカ、2014年7月1日
90. ↑  主催者からのメッセージ、高校生のための日本の次世代リーダー養成塾の理事、2014年7月14日
91. ↑  委員名簿、ふくおかハウス建設募金、2014年7月28日
92. ↑  高齢者の社会参加促進へ福岡で「九州賢人会議所」設立総会、MSN産経ニュース、2014年7月29日
93. ↑  役員一覧、福岡・マレーシア友好協会、2014年7月31日
94. ↑  役員・所員、集団力学研究所、2014年9月1日
95. ↑  役員名簿、美しい日本の憲法をつくる国民の会、2014年9月27日
96. ↑  組織および理事・顧問、日本ハビタット協会、2014年9月
97. ↑  役員、九州経済連合会、2014年10月1日
98. ↑  組織のご紹介、九州大学 先端医療イノベーションセンター、2014年8月閲覧
99. ↑  記念事業実施体制、九州大学百周年記念事業、2014年8月閲覧
100. ↑  役員・組織、福岡日豪協会、2014年8月閲覧
101. ↑  理事会｜長崎｜ゴルフ場、パサージュ琴海、2014年8月閲覧
102. ↑  役員紹介、九州先端医療振興財団、2014年8月閲覧
103. ↑  各地区江原会事務所、江原会、2014年8月閲覧
104. ↑  肥後奨学会役員名簿、有斐学舎、2014年8月閲覧
105. ↑  募金趣意書・賛同者名簿、福岡女子大学、2014年8月閲覧
106. ↑  協会案内、西日本文化協会、2014年9月閲覧
107. ↑  支援者の声、谷井ひろみ後援会 公式ウェブサイト、2014年9月閲覧